# Jonas Armstrong
William Jonas Armstrong (Dublin, 1 de janeiro de 1981) é um ator irlandês. Ele é mais conhecido pelo seu papel de Robin Hood na série de televisão Robin Hood da BBC.

## Biografia
Armstrong nasceu em Dublin, mas cresceu em Lytham St Annes, no condado de Lancashire, na Inglaterra. Ele estudou em Arnold School, em Blackpool, e em 2003, gradou-se na Royal Academy of Dramatic Art, em Londres, onde interpretou personagens nas produções de teatro, sendo: Noite dos Reis, O Círculo de Giz Caucasiano, As Bruxas de Salem e Ulisses.
É certificado em luta de cena. Em 2003, ele interpretou o papel de Derek Meadle na peça Quartermaine's Terms no Royal Theatre, em Northampton.

## Filmografia

### Cinema
| Ano  | Filme                  | Papel          | Notas |
| ---- | ---------------------- | -------------- | ----- |
| 2009 | Book of Blood          | Simon McNeal   |       |
| 2012 | Twenty8k               | Clint O'Connor |       |
| 2014 | Walking with the Enemy | Elek Cohen     |       |
| 2014 | Edge of Tomorrow       | Skinner        |       |

### Televisão
| Ano       | Filme                    | Papel               | Notas                              |
| --------- | ------------------------ | ------------------- | ---------------------------------- |
| 2004      | Teachers                 | Anthony Millington  | 7 episódios                        |
| 2005      | The Ghost Squad          | Pete Maitland       | 7 episódios                        |
| 2006      | Losing Gemma             | Steve               | 2 episódios                        |
| 2006-2009 | Robin Hood               | Robin Hood          | 39 episódios                       |
| 2009      | The Street               | Nick / Nick Calshaw | 3 episódios                        |
| 2010      | Agatha Christie's Marple | Anthony Cade        | Episódio: "The Secret of Chimneys" |
| 2011      | The Field of Blood       | Terry Hewitt        | 2 episódios                        |
| 2011      | The Body Farm            | Nick Warner         | 1 episódio                         |
| 2011      | Rage of the Yeti         | Bill                | Filme de televisão                 |
| 2012      | Prisoners' Wives         | Steve Roscoe        | 6 episódios                        |
| 2012      | Hit & Miss               | Ben                 | 6 episódios                        |
| 2013      | The Whale                | Owen Chase          | Filme de televisão                 |
| 2015      | The Dovekeepers          | Joabe               | 2 episódios                        |
| 2016      | Line of Duty             | Joe / Joe Nash      | 3 episódios                        |
| 2016      | Dark Angel               | Joe Nattrass        | 2 episódios                        |
| 2016      | Ripper Street            | Nathaniel           | 12 episódios                       |
| 2018      | Troy: Fall of a City     | Menelau             | 8 episódios                        |